# Apenteichquelle

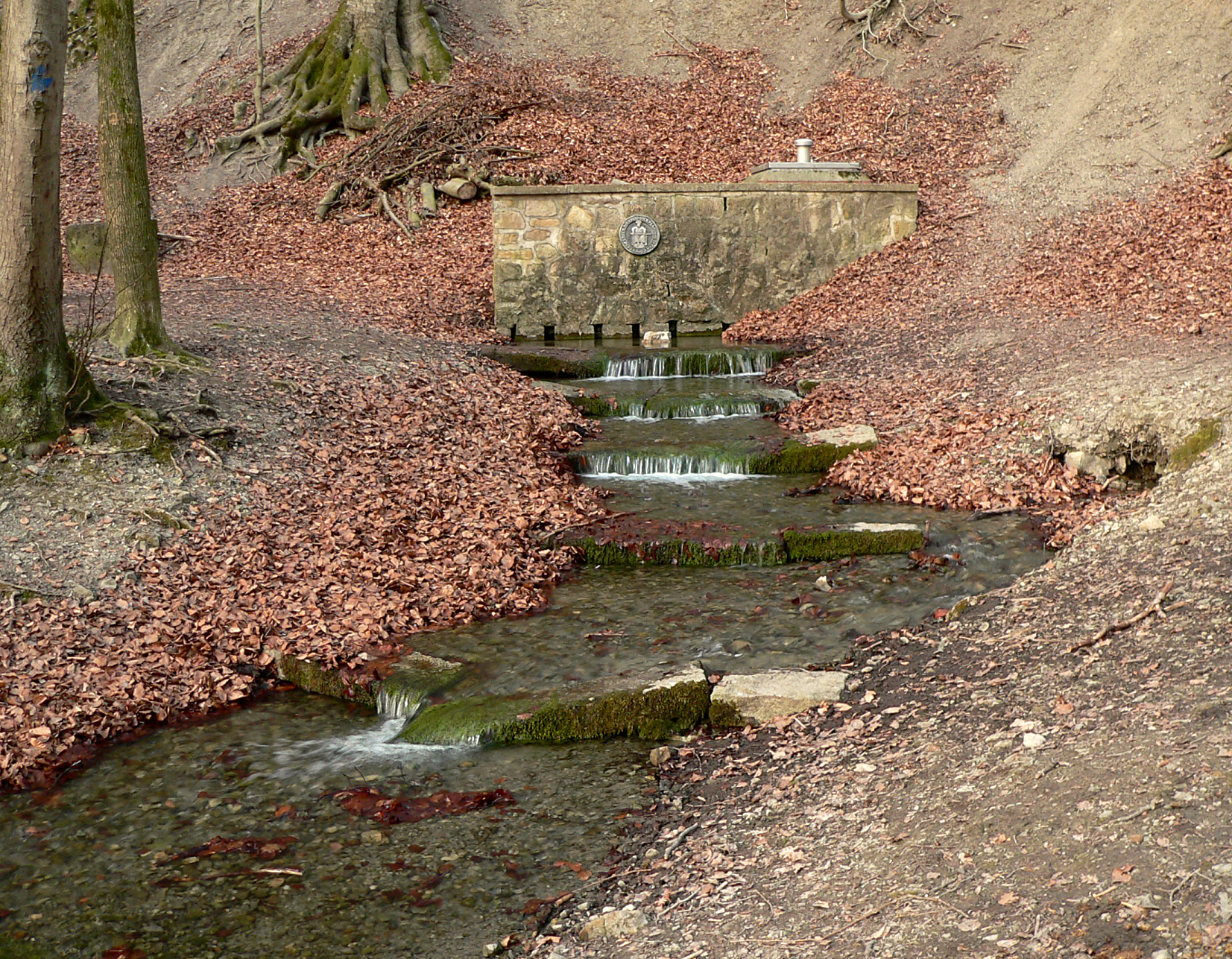
Apenteichquelle am Fuß des Burgberges

Die Apenteichquelle befindet sich in Winzenburg in Niedersachsen am Fuße der Burg Winzenburg und der Tiebenburg.
Die Quelle speist die unmittelbar an ihr gelegenen Apenteiche. Dies ist unmittelbar hinter Quelle ein größerer Teich von etwa 2 Hektar Fläche. Der zweite Durchflussteich ist wesentlich kleiner und der dritte Teich ist etwa 1 Hektar groß. Die Teiche wurden im Jahre 1220 als Fischteiche angelegt. Sie entwässern über den Winzenburger Bach in die Leine. Ein Teil des Quellwassers dient der Wasserversorgung der Gemeinde Freden.
Der Quellbereich war ein prähistorisches Quellheiligtum, in dem etwa 5000 Jahre alte Opfergaben gefunden wurden. Erdarbeiten förderten 1950 eine Bronzenadel zutage. Die weiteren Arbeiten wurden von der zuständigen Kreisarchäologie begleitet. Zum Fundgut gehören ein großes Flintbeil und eine Steinaxt, ferner die Reste von drei Bronzeringen und eine Fibel, also eine Gewandschließe.

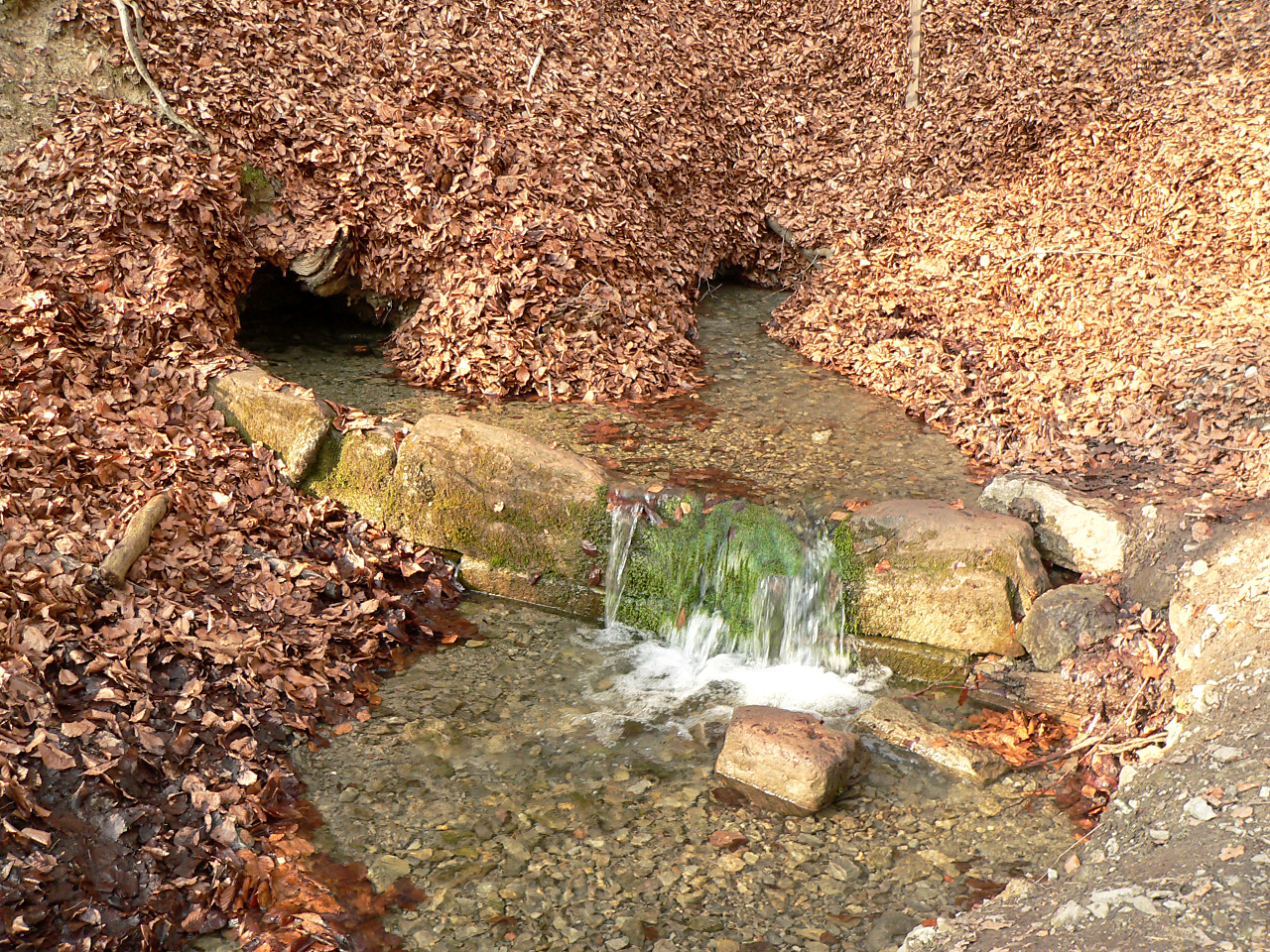
Eine Nebenquelle
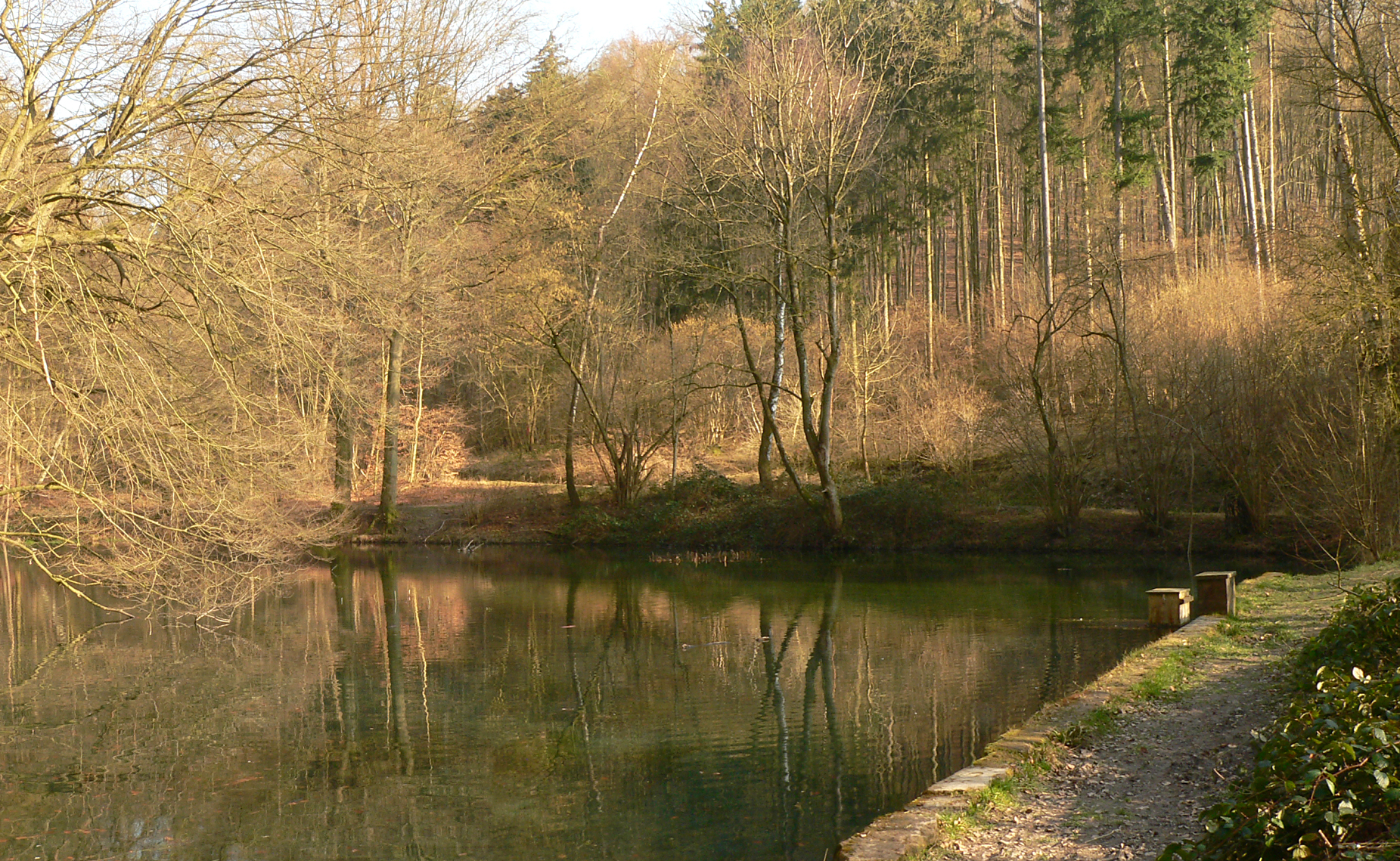
Der größere, unmittelbar an der Quelle liegende Apenteich
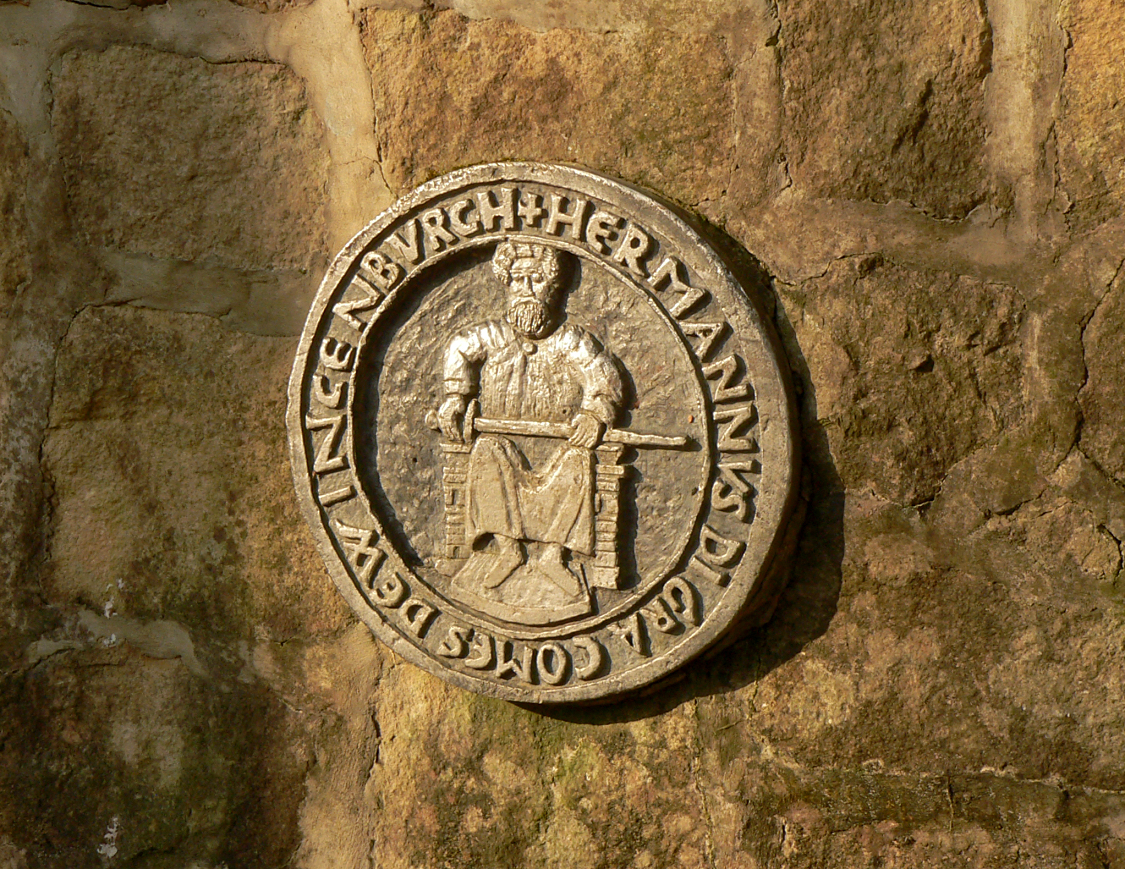
Das Siegel von Graf Hermann II. von Winzenburg als Plakette an der Quellfassung